# Mouy
Mouy is een gemeente in het Franse departement Oise (regio Hauts-de-France). De plaats maakt deel uit van het arrondissement Clermont. Mouy telde op 1 januari 2022 5.339 inwoners.

## Geografie
De oppervlakte van Mouy bedroeg op 1 januari 2022 9,87 vierkante kilometer; de bevolkingsdichtheid was toen 540,9 inwoners per km².

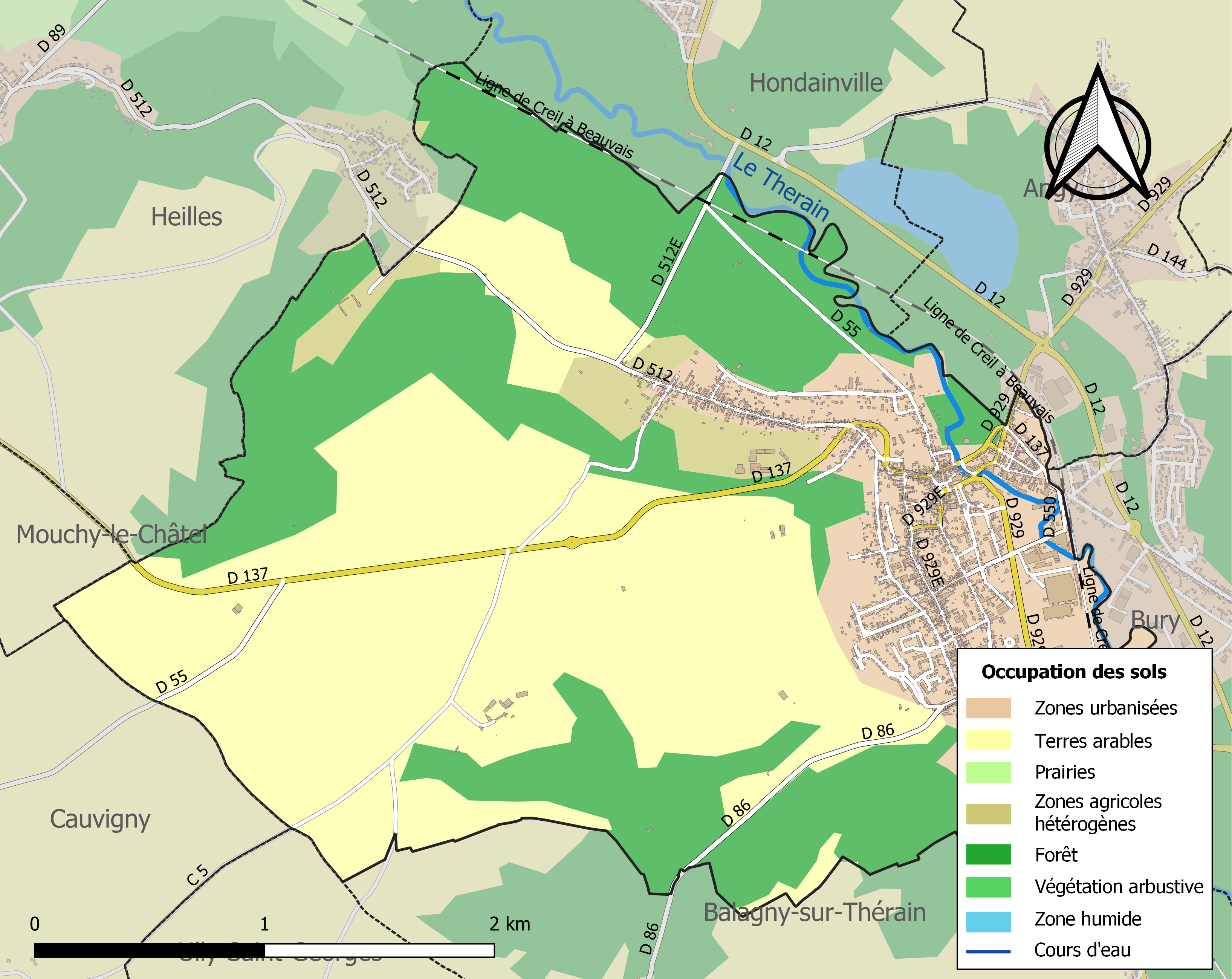
Kaart van de gemeente met belangrijkste infrastructuur, bodemgebruik en omliggende gemeenten

## Verkeer en vervoer
In de gemeente ligt spoorwegstation Mouy-Bury.

## Demografie
Onderstaande figuur toont het verloop van het inwonertal (bron: INSEE-tellingen).